# Ян Янски
Ян Янски (Jansky) (3 април 1873, Прага – 8 септември 1921) е чешки невролог и психиатър, професор.

## Научна дейност
Открива и описва кръвните групи у човека независимо от Карл Ландщайнер.